# Olivet, Kansas
Olivet är en ort i Osage County i Kansas. Vid 2010 års folkräkning hade Olivet 67 invånare.